# Дятловый попугайчик Бруина
Дятловый попугайчик Бруина (лат. Micropsitta bruijnii) — птица отряда попугаеобразных. Вид назван в честь голландского натуралиста Антони Аугустуса Брёйна (1842—1890).

## Внешний вид
Длина тела 8—9 см, вес — 12—16 г.

## Распространение
Обитают на острове Новая Гвинея, островах архипелага Бисмарка, Молуккских и Соломоновых островах.

## Образ жизни
Населяют субтропические и тропические сухие леса. Питаются преимущественно лишайниками.

## Классификация
Вид включает в себя 5 подвидов:
- Micropsitta bruijnii bruijnii (Salvadori, 1875)
- Micropsitta bruijnii buruensis Arndt, 1999
- Micropsitta bruijnii necopinata Hartert, 1925
- Micropsitta bruijnii pileata Mayr, 1940
- Micropsitta bruijnii rosea Mayr, 1940